# Sphagnum venustum
Sphagnum venustum là một loài rêu trong họ Sphagnaceae. Loài này được Flatberg mô tả khoa học đầu tiên năm 2008.